# 大平義隆
大平 義隆（おおひら よしたか、1956年7月15日- ）は、日本の経営学者。

## 略歴
神奈川県三浦郡葉山町出身。早稲田大学社会科学部卒業。1987年同大学院商学研究科博士前期課程修了。1992年専修大学大学院経営学研究科博士後期課程単位取得退学。同年、信州短期大学経営学科専任講師。1995年同経営学科助教授。1998年新潟経営大学経営情報学部助教授。2003年北海学園大学経営学部教授。2004年大学院経営学研究科修士課程担当、2008年博士課程担当。2008年就職部長（‐2012年）、2017年大学院経営学研究科長（-2020年）。2025年北海学園大学定年退職。同経営学部名誉教授。北海道武蔵女子大学経営学部教授（北海道武蔵女子短期大学兼任教授）。
1997年に論文『「囲い込み」と「背負い込み」』で工業経営研究学会研究奨励賞を受賞。
この他、札幌学院大学経済学部や北海道武蔵女子短期大学非常勤講師も務めた。

## 研究領域
専門は、経営組織論や経営管理論、特に、意思決定過程における価値の参照行動研究や、人間行動形成メカニズムと組織メカニズムの比較研究。

## 著書・主要論文
- 工藤達男ほかと共著『現代の経営管理論 : 活動のいずみ』（学文社, 1992年）
- 『職務不満足と行動との関係』（信州短期大学研究紀要 4巻1号, 1992年）
- 『「囲い込み」と「背負い込み」』（工業経営研究 10号, 1996年）
- 『わが国の地場集積における重層的文化の形成--A市における金属洋食器産業集積地の事例』（工業経営研究 17号, 2003年）
- 佐久間信夫編『新世紀の経営学』（分担執筆, 学文社, 2000年）
- 『組織の合理性に関する新たな視点』（北海学園大学経営論集 1巻4号, 2004年）
- 『変革期の組織マネジメント ― 理論と実践』（編著, 同文館出版, 2006年）
- 佐久間信夫と共編『現代経営学 （改訂版）』（学文社 2008年）
- 羽石寛寿・森健一・地代憲弘・黒澤敏朗（編）『工業経営における人・組織と技術』（分担執筆, 学文社, 2010年）
- 佐藤浩史と共同執筆『中国市場のマーケティング要員確保--留学生人材マーケットの活用』（北海学園大学経営論集 8巻3・4合併号, 2011年）
- 佐久間信夫と共編『新現代経営学』（学文社, 2016年）
- 『経営を科学する』（学文社, 2024年）